# 一色町 (豊橋市)
一色町（いっしきちょう）は、愛知県豊橋市の地名。字として一色上（いっしきうえ）・ 一色郷（いっしきごう）・寺前（てらまえ）・ 天獏（てんばく）・西内張（にしうちばり）の5つがある。

## 地理
豊橋市南部に位置する。東は内張町・草間町、西は駒形町、南は城山町・向草間町、北は中野町に接する。

### 河川
- 内張川[7]

## 歴史

### 沿革
- 1932年（昭和7年） - 渥美郡高師村磯辺の一部により、豊橋市一色町として成立[1]。
- 1983年（昭和58年） - 一部が内張町に編入される[1]。

## 世帯数と人口
2019年（平成31年）4月1日現在の世帯数と人口は以下の通りである。
| 町丁   | 世帯数  | 人口    |
| ------ | ------- | ------- |
| 一色町 | 617世帯 | 1,244人 |

### 人口の変遷
国勢調査による人口の推移
| 1995年（平成7年）  | 1,044人 | [ 8 ]  |  |
| 2000年（平成12年） | 1,096人 | [ 9 ]  |  |
| 2005年（平成17年） | 1,257人 | [ 10 ] |  |
| 2010年（平成22年） | 1,245人 | [ 11 ] |  |
| 2015年（平成27年） | 1,256人 | [ 12 ] |  |

## 学区
市立小・中学校に通う場合、学区は以下の通りとなる。また、公立高等学校全日制普通科に通う場合の学区は以下の通りとなる。
| 番・番地等 | 小学校             | 中学校             | 高等学校 |
| ---------- | ------------------ | ------------------ | -------- |
| 全域       | 豊橋市立磯辺小学校 | 豊橋市立南陽中学校 | 三河学区 |

## 施設
- 八幡社[7]
- 臨済宗妙心寺派長栄寺[7]
- 長栄保育園[7]

## 交通

### 道路
- 愛知県道412号豊橋田原線[7]

## その他

### 日本郵便
- 郵便番号 : 441-8148[4]（集配局：豊橋南郵便局[15]）。